# مسابقات قهرمانی تکواندو جهان ۱۹۷۷
مسابقات قهرمانی تکواندو جهان ۱۹۷۷ سومین دورهٔ مسابقات قهرمانی تکواندو جهان می‌باشد که از ۱۵ تا ۱۷ سپتامبر در شیکاگو، ایالات متحده آمریکا با شرکت ۷۲۰ ورزشکار از ۴۶ کشور برگزار گردید.

## خلاصه مدال‌ها
| رویداد | طلا                         | نقره                              | برنز                                |
| ------ | --------------------------- | --------------------------------- | ----------------------------------- |
| ۴۸– ک‌گ | Song Ki-yul · کرهٔ جنوبی     | Jaime de Pablos · مکزیک           | Sheu Jiom-shi · جمهوری چین          |
| ۴۸– ک‌گ | Song Ki-yul · کرهٔ جنوبی     | Jaime de Pablos · مکزیک           | Turgay Ertuğrul · آلمان غربی        |
| ۵۳– ک‌گ | Ha Suk-kwang · کرهٔ جنوبی    | Jorge Ramírez · اکوادور           | Moritz Von Nacher · مکزیک           |
| ۵۳– ک‌گ | Ha Suk-kwang · کرهٔ جنوبی    | Jorge Ramírez · اکوادور           | Francisco García · اسپانیا          |
| ۵۸– ک‌گ | Kim Yong-ki · کرهٔ جنوبی     | Hour Waei-shing · جمهوری چین      | Helmut Stoppe · آلمان غربی          |
| ۵۸– ک‌گ | Kim Yong-ki · کرهٔ جنوبی     | Hour Waei-shing · جمهوری چین      | Reynaldo Salazar · مکزیک            |
| ۶۳– ک‌گ | Park Chung-ho · کرهٔ جنوبی   | Greg Fears · ایالات متحده آمریکا  | Peter Salm · هلند                   |
| ۶۳– ک‌گ | Park Chung-ho · کرهٔ جنوبی   | Greg Fears · ایالات متحده آمریکا  | Frédéric Kouassi · ساحل عاج         |
| ۶۸– ک‌گ | Hwang Ming-der · جمهوری چین | Choi Jae-chun · کرهٔ جنوبی         | Ernie Reyes · ایالات متحده آمریکا   |
| ۶۸– ک‌گ | Hwang Ming-der · جمهوری چین | Choi Jae-chun · کرهٔ جنوبی         | Eduardo Merchán · اسپانیا           |
| ۷۳– ک‌گ | Yoo Yong-hap · کرهٔ جنوبی    | Théophile Dossou · ساحل عاج       | Manuel Jurado · مکزیک               |
| ۷۳– ک‌گ | Yoo Yong-hap · کرهٔ جنوبی    | Théophile Dossou · ساحل عاج       | Rainer Müller · آلمان غربی          |
| ۸۰– ک‌گ | Hur Song · کرهٔ جنوبی        | James Kirby · ایالات متحده آمریکا | Manuel Salcedo · اسپانیا            |
| ۸۰– ک‌گ | Hur Song · کرهٔ جنوبی        | James Kirby · ایالات متحده آمریکا | Carlos Obregón · مکزیک              |
| ۸۰+ ک‌گ | Ahn Jang-shik · کرهٔ جنوبی   | Lin Ying-peng · جمهوری چین        | Dirk Jung · آلمان غربی              |
| ۸۰+ ک‌گ | Ahn Jang-shik · کرهٔ جنوبی   | Lin Ying-peng · جمهوری چین        | John Holloway · ایالات متحده آمریکا |

## جدول مدال‌ها
| رتبه           | کشور                | طلا | نقره | برنز | مجموع |
| -------------- | ------------------- | --- | ---- | ---- | ----- |
| ۱              | کرهٔ جنوبی           | ۷   | ۱    | ۰    | ۸     |
| ۲              | جمهوری چین          | ۱   | ۲    | ۱    | ۴     |
| ۳              | ایالات متحده آمریکا | ۰   | ۲    | ۲    | ۴     |
| ۴              | مکزیک               | ۰   | ۱    | ۴    | ۵     |
| ۵              | ساحل عاج            | ۰   | ۱    | ۱    | ۲     |
| ۶              | اکوادور             | ۰   | ۱    | ۰    | ۱     |
| ۷              | آلمان غربی          | ۰   | ۰    | ۴    | ۴     |
| ۸              | اسپانیا             | ۰   | ۰    | ۳    | ۳     |
| ۹              | هلند                | ۰   | ۰    | ۱    | ۱     |
| مجموع (۹ کشور) | مجموع (۹ کشور)      | ۸   | ۸    | ۱۶   | ۳۲    |